# سد باتمان
سد باتمان هو أحد السدود الاثني والعشرين التابعة  لمشروع جنوب شرق الأناضول في تركيا ، وقد أُقيم على نهر نهر باتمان ، شمال مدينة باتمان ، في جنوب شرق تركيا. تم تشييده بين عامي 1986 و 1999 ويضم السد محطة لتوليد الطاقة الكهرومائية ، تم إنشاؤها في عام 1998، بقدرة إنتاجية تبلغ 191.7 ميغاواط. وقد صُمّم السد لخدمة مساحة زراعية مروية تبلغ 37,744 هكتاراً (ما يعادل 93,270 فداناً).. يقع سد سيلفان في الجزء العلوي من النهر (في الاتجاه الصاعد)

## روابط خارجية
- www.gap.gov.tr - الموقع الرسمي لـ GAP

قالب:Southeastern Anatolia Projectقالب:Dams and reservoirs in Turkeyقالب:Power stations in Turkey